# The Iron Sheik
Hossein Khosrow Ali Vaziri (ur. 15 marca 1942 w Damghan, zm. 7 czerwca 2023 w Fayetteville) – irański wrestler, lepiej znany pod swoim pseudonimem ringowym jako The Iron Sheik. Słynął z odgrywania postaci irańskiego antyamerykańskiego heela. W grudniu 1983 zdobył pas WWF Heavyweight Championship, który stracił miesiąc później przegrywając z Hulkiem Hoganem. W 1985 wraz z Nikolaiem Volkoffem zdobył World Tag Team Championship. W 2005 został wprowadzony do galerii sławy WWE Hall of Fame.

## Wczesne życie
Urodził się 15 marca 1942 jako Hossein Khosrow Ali Vaziri w Damghan w prowincji Semnan w Iranie. W młodości trenował zapasy.

## Kariera wrestlerska
Zimą 1972 wraz z Richardem Morganem Fliehrem, Gregiem Gange’em, Jimem Brunzellem i Kenem Paterą wziął udział w pierwszym obozie wrestlingowym Verne'a Gagne'a. Debiutował przed publicznością jako wrestler 28 stycznia 1973. Gdy pracował dla organizacji Mid-South Wrestling, przyjął pseudonim ringowy The Iron Sheik (pl. Żelazny Szejk). Jego finisherem był The Camel Clutch.
W 1983 dołączył do organizacji World Wrestling Federation (WWF) i 26 grudnia zdobył pas WWF Heavyweight Championship pokonując w walce ówczesnego mistrza, Boba Backlunda na arenie Madison Square Garden. Więził przeciwnika w chwycie Camel Clutch, aż manager Backlunda, Arnold Skaaland, rzucił ręcznik na ring, co oznaczało poddanie. 23 stycznia 1984 Sheik stracił mistrzostwo, przegrywając walkę z Hulkiem Hoganem.

W 1985 wziął udział w turnieju King of the Ring. Pokonał B. Brian Blaira w pierwszej rundzie, Ricky’ego Steamboata w ćwierćfinale i Jima Brunzella w półfinale, po czym został pokonany przez Dona Muraco w finale.

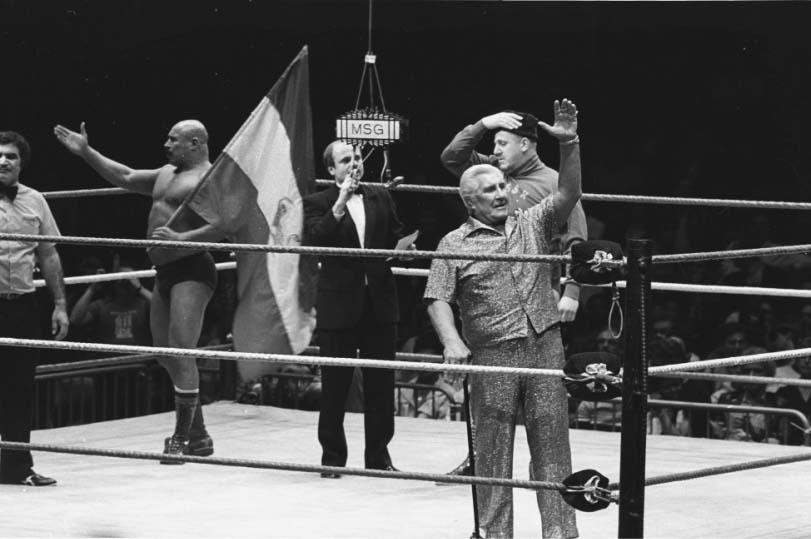
The Iron Sheik (z lewej) ze swoim partnerem tag teamowym, Nikolaiem Volkoffem (z prawej z tyłu) i managerem „Classy” Freddiem Blassiem (z prawej z przodu).

Jedną z najsłynniejszych rywalizacji Sheika była ta z Sgt. Slaughterem, która zakończyła się zwycięstwem Slaughtera w walce typu Boot Camp Match na arenie Madison Square Garden. Później Sheik częściej walczył w tag teamie u boku Nikolaia Volkoffa, z którym zdobył World Tag Team Championship w 1985 na gali WrestleMania I, pokonując U.S. Express.
W 1986 wystartował w turnieju King of the Ring i odpadł już po pierwszej walce, przegrywając z Billym Jackiem Haynesem.
W 1988 opuścił WWF i krótko występował w World Championship Wrestling (WCW) w 1989. Potem powrócił do WWF w 1991 jako Colonal Mustafa, aby stworzyć tag team z dawnym rywalem, Sgt. Slaughterem, który w okresie I wojny w Zatoce Perskiej został sympatykiem Iraku i Saddama Husajna.
W 1992 wziął udział w bitwie na Royal Rumble. Wszedł jako dwudziesty czwarty i został wyeliminowany jako szesnasty, przez Randy’ego Savage’a.
W 1997 był managerem wrestlera o pseudonimie The Sultan.
W 2000 ogłosił przejście na emeryturę.
1 kwietnia 2001 wystąpił na gali WrestleMania X-Seven, w trakcie której wygrał walkę battle royal gimmicków.
2 kwietnia 2005 został wprowadzony do galerii sławy WWE Hall of Fame przez Sgt. Slaughtera.
Trenował wrestlerów: Bucka Zumhofe, Gino Martino, Ricky’ego Steamboata i Toma Pricharda.

## Inne media

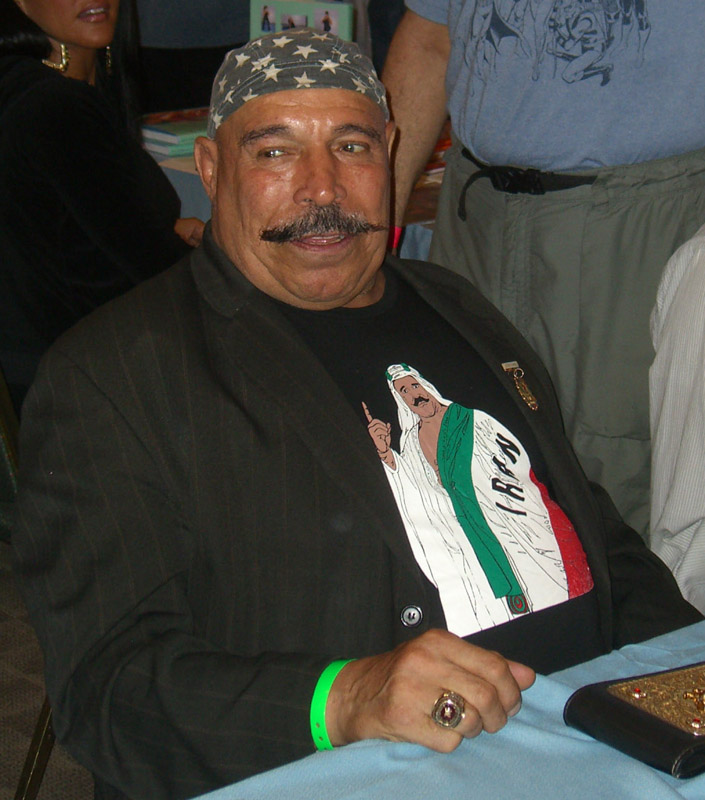
The Iron Sheik 13 czerwca 2009 na konwencie Big Apple Comic Con

W 1985 wystąpił wraz z innymi wrestlerami WWF w teledysku do piosenki Cyndi Lauper, The Goonies 'R' Good Enough.

### Gry komputerowe
Odpowiadająca mu postać pojawiła się w siedmiu grach komputerowych: Legends Of Wrestling (GC, Xbox, PS2, 2001), Legends Of Wrestling II (GC, Xbox, PS2, 2002), WWE SmackDown! Here Comes The Pain (PS2, 2003), Showdown: Legends Of Wrestling (Xbox, PS2, 2004), WWE Legends Of WrestleMania (Xbox360, PS3, 2009), WWE 2K15 (Xbox360, XboxOne, PS3, PS4, PC, 2014) i WWE 2K16 (Xbox360, XboxOne, PS3, PS4, PC, 2015).

## Mistrzostwa i osiągnięcia
- Century Wrestling Alliance

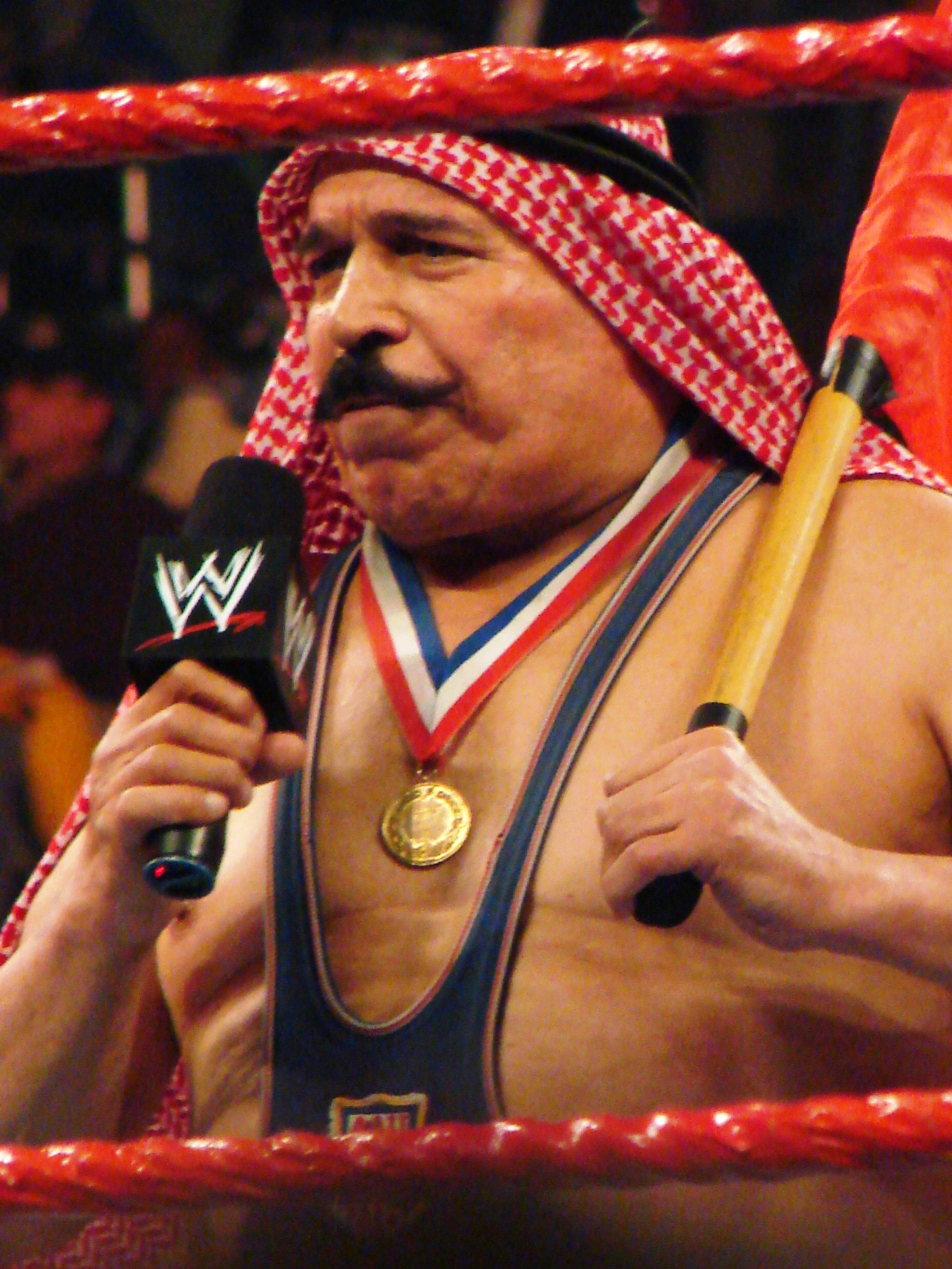
The Iron Sheik w swoim charakterystycznym stroju w 2008

  - CWA Heavyweight Championship (1 raz)
- Georgia Championship Wrestling
  - NWA National Television Championship (1 raz)
- Maple Leaf Wrestling
  - NWA Canadian Heavyweight Championship (wersja Toronto) (2 razy)
- Mid-Atlantic Championship Wrestling
  - NWA Mid-Atlantic Heavyweight Championship (1 raz)
- National Wrestling Alliance
  - NWA Hall of Fame (2008)
- National Wrestling Alliance Vancouver
  - NWA Vancouver Canadian Tag Team Champion (1 raz) – z Bobbym Bassem
- World Wrestling Entertainment
  - WWE Hall of Fame (2005)
- World Wrestling Federation
  - WWF World Heavyweight Championship (1 raz)
  - WWF World Tag Team Championship (1 raz) – z Nikolaiem Volkoffem

- Pacific Northwest Wrestling
  - NWA Pacific Northwest Tag Team Championship (1 raz) – z Bullem Ramosem

- Wrestling Observer Newsletter
  - Najbardziej niedoceniany wrestler (1980)[2]